# Илезов, Михаил Бангирович
Михаил Бангирович Илезов (род. 25 декабря 1979, Галашки, Чечено-Ингушская АССР) — российский политик, сенатор Российской Федерации от исполнительной власти Республики Ингушетия (с 2024). Вошёл в Комитет Совета Федерации по бюджету и финансовым рынкам. 

## Биография
Родился 25 декабря 1979 году в селе Галашки ЧИАССР.
В 2003 году окончил Московский государственный университет леса по специальности «Экономика и управление на предприятии».
В 2006 получил второе высшее образование по специальности «юриспруденция», защитил кандидатскую диссертацию и получил учёную степень кандидата юридических наук.
В июне 2015 года перешёл на работу на «Почта России» на должность руководителя направления ГИС ЖКХ.
9 сентября 2024 года глава Ингушетии Махмуд-Али Калиматов наделил полномочиями сенатора Совета Федерации Михаила Илезова. 25 сентября 2024 вошёл в Комитет Совета Федерации по бюджету и финансовым рынкам.
Награждён медалью ордена «За заслуги перед Отечеством» II степени.